# Steven Frossard
Steven Frossard (Marsiglia, 14 luglio 1987) è un pilota motociclistico francese specialista del motocross.

## Carriera
Steven Frossard inizia la sua carriera internazionale nel 2002, con la Kawasaki terminando 8º ai campionati francesi cadetti 85cc e 11º ai campionati europei 85cc. I primi risultati importanti li ottiene nel 2004, quando con l'Husqvarna ottiene il secondo posto nei campionati francesi junior MX2. Nel 2005, salito in sella all'austriaca KTM vince il campionato francese junior 125cc. Vista la vittoria nel campionato nazionale dell'anno precedente, nel 2006 la KTM fa di lui uno dei suoi piloti di punta nel campionato europeo MX2, in cui Frossard termina al secondo posto.
Il 2007 è l'anno della svolta: la Kawasaki, con la quale aveva iniziato la sua carriera, lo sceglie come pilota per il mondiale, ma Frossard termina il campionato solo 26º. Nel 2008 migliora nettamente i suoi risultati e, oltre a vincere per la seconda volta il campionato francese MX2, riesce a chiudere il mondiale al 10º posto. Nel 2009 entra finalmente a far parte dell'élite mondiale del motocross: ottiene diversi podi e due vittorie di manche (in Bulgaria e Germania) nel mondiale, chiudendo al 6º posto della classifica. Inoltre partecipa con la squadra francese al Motocross delle Nazioni, affiancato da altri due giovani emergenti, Gautier Paulin ed il fresco campione del mondo della MX2 Marvin Musquin. In questa competizione la Francia chiude al secondo posto, preceduta dagli Stati Uniti d'America e davanti al Belgio.
La stagione del 2010 è ricca di soddisfazioni per Frossard, che si trova costantemente a lottare nelle prime posizioni di ogni gara, fino a giungere al primo successo di un Gran Premio: il 4 luglio, a Uddevalla, in Svezia, vince la prima manche ed ottiene un secondo posto nella seconda manche alle spalle del tedesco Ken Roczen. Frossard vince così il Gran Premio e porta la sua Kawasaki sul podio davanti alla KTM dell'olandese Jeffrey Herlings.
Al termine del 2010, chiuso al terzo posto in classifica, è passato alla Yamaha del team Monster Energy con cui si è iscritto alla classe MX1 per il 2011.
Nel 2014 fa parte della squadra francese che ottiene il successo nel Motocross delle Nazioni (con Gautier Paulin e Dylan Ferrandis). Nel 2015 gareggiando nel campionato mondiale di motocross, classe MX1, subisce un grave infortunio alla schiena nel GP disputato a Mantova.

## Risultati
- 2002: 8º ai campionati francesi cadetti 80cc (Kawasaki)
- 2002: 11º ai campionati europei 85cc (Kawasaki)
- 2003: 15º ai campionati francesi junior MX2 (Kawasaki)
- 2004: 2º ai campionati francesi junior MX2 (Husqvarna)
- 2004: 8º ai campionati francesi élite MX2 (Husqvarna)
- 2004: 17º ai campionati europei 125cc (Husqvarna)
- 2005: 1º ai campionati francesi junior MX2 (KTM)
- 2005: 13º ai campionati francesi élite MX2 (KTM)
- 2006: 2º ai campionati europei MX2 (KTM)
- 2006: 10º ai campionati francesi élite MX2 (KTM)
- 2007: 6º ai campionati francesi élite MX2 (KTM)
- 2007: 26º nel campionato mondiale MX2 (KTM)
- 2008: 1º ai campionati francesi élite MX2 (Kawasaki)
- 2008: 10º nel campionato mondiale MX2 (Kawasaki)
- 2009: 2º nel Motocross delle Nazioni con la Francia (Kawasaki)
- 2009: 3º nel campionato francese élite MX2 (Kawasaki)
- 2009: 6º nel campionato mondiale MX2 (Kawasaki)
- 2010: 3º nel campionato mondiale MX2 (Kawasaki)
- 2011: 2º nel campionato mondiale MXGP (Yamaha)
- 2012: 21º nel campionato mondiale MXGP (Yamaha)
- 2013: 22º nel campionato mondiale MXGP (Yamaha)
- 2014: 5º nel campionato mondiale MXGP (Kawasaki)
- 2014: 1º nel Motocross delle Nazioni con la Francia (Kawasaki)
- 2015: 19º nel campionato mondiale MXGP (Kawasaki)